# Agoraphobic Nosebleed
Agoraphobic Nosebleed is een grindcoreband opgericht in 1994 te Massachusetts. De samenstelling van de groep is door de jaren heen vaak veranderd, de enige artiest die er altijd bij was is Scott Hull. Hull kan gitaar en basgitaar spelen en drums programmeren. Hij speelt onder andere gitaar in Pig Destroyer. De huidige (anno 2005) groep bevat naast Hull de vocalist Jay Randall.
Agoraphobic Nosebleeds muziek wordt vaak omschreven als cybergrind, dat is grindcore gebruikmakend van drummachines en andere elektronische geluiden. Door gebruik te maken van drummachines kan de groep stukken brengen met duizenden beats per minuut. De teksten handelen vaak over politiek in-correcte onderwerpen zoals drugs en geweld.
De band staat bekend om de kortheid van zijn nummers: het album Altered States Of America bevat 100 songs, maar duurt slechts 20 minuten. Vele nummers duren dus slechts enkele seconden.